# Hexenprozesse von Groß Ullersdorf

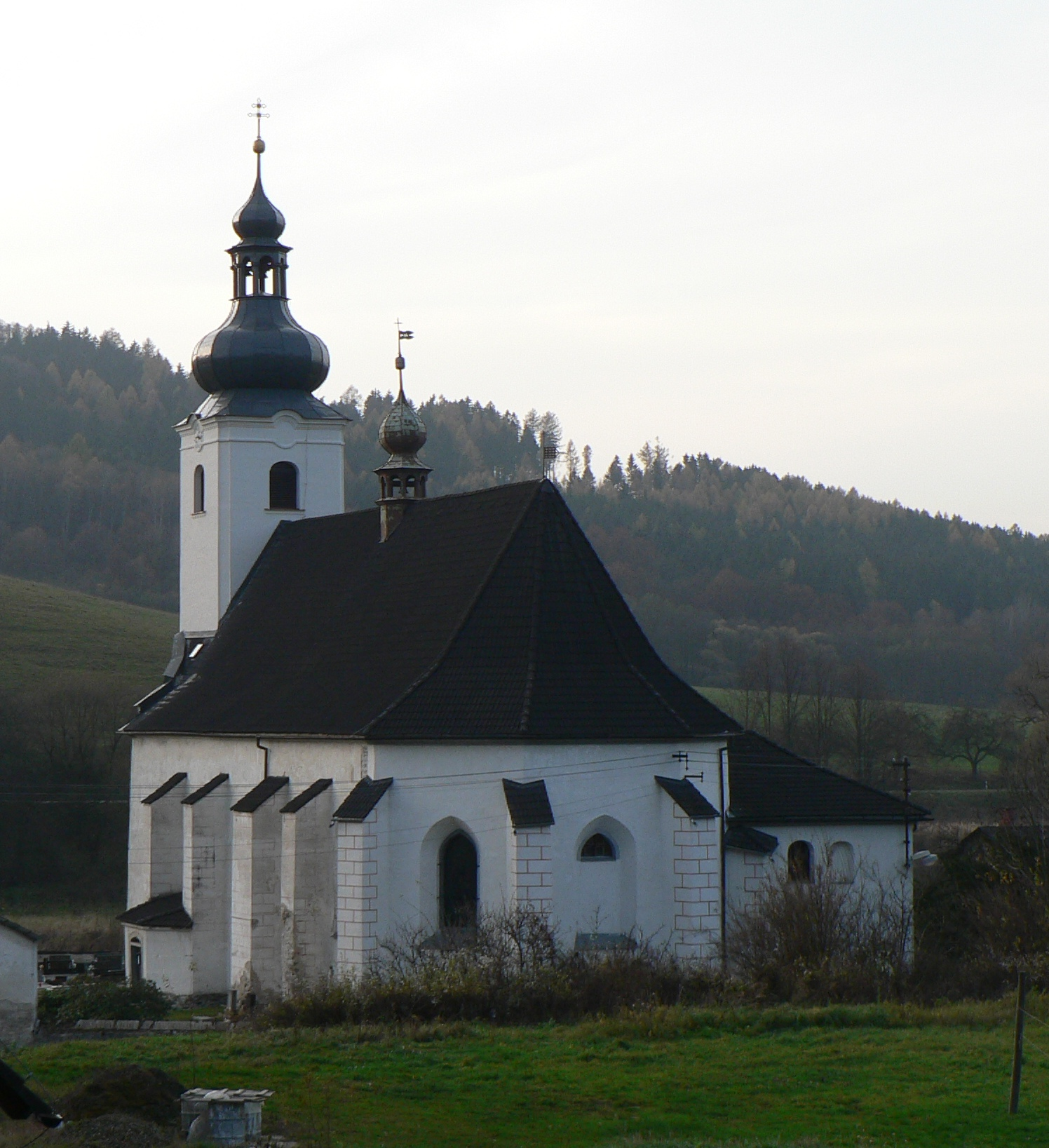
Kirche des hl. Laurentius in Zöptau – Ausgangspunkt der Hexenverfolgung

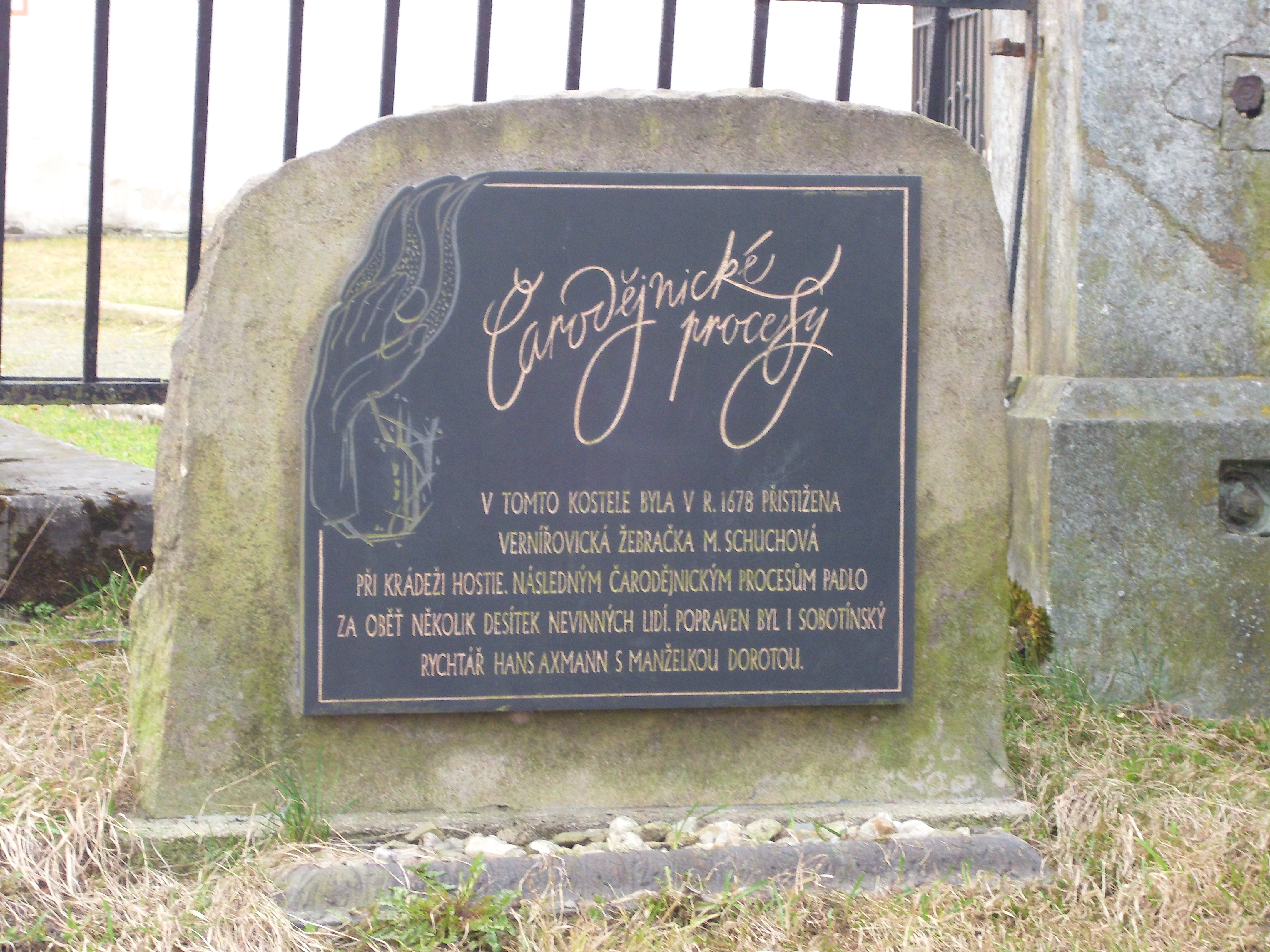
Gedenktafel vor der St.-Laurentius-Kirche in Zöptau zur Erinnerung an die Opfer der Hexenprozesse 1678

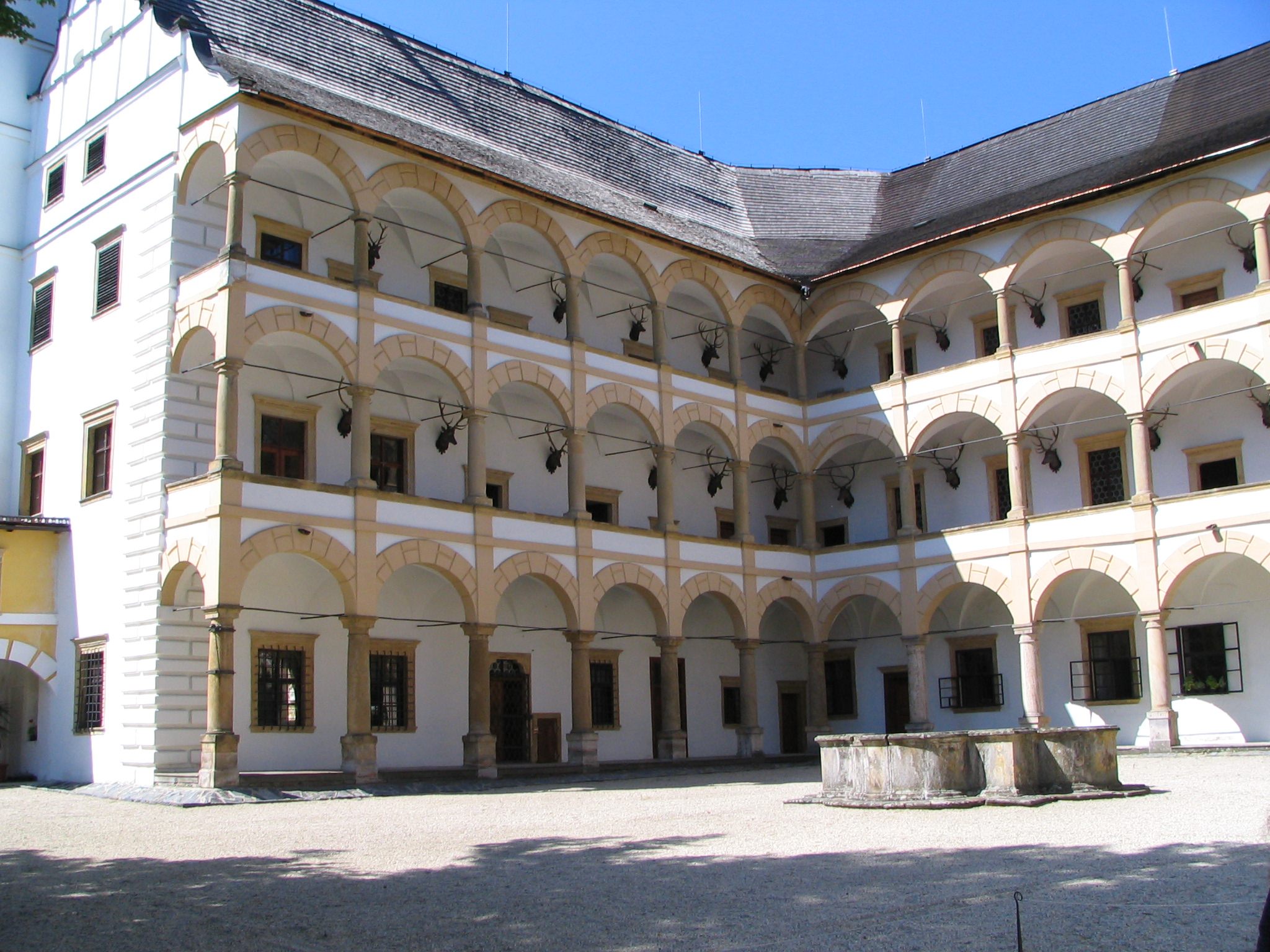
Schloss Groß Ullersdorf – Schauplatz der Hexenprozesse

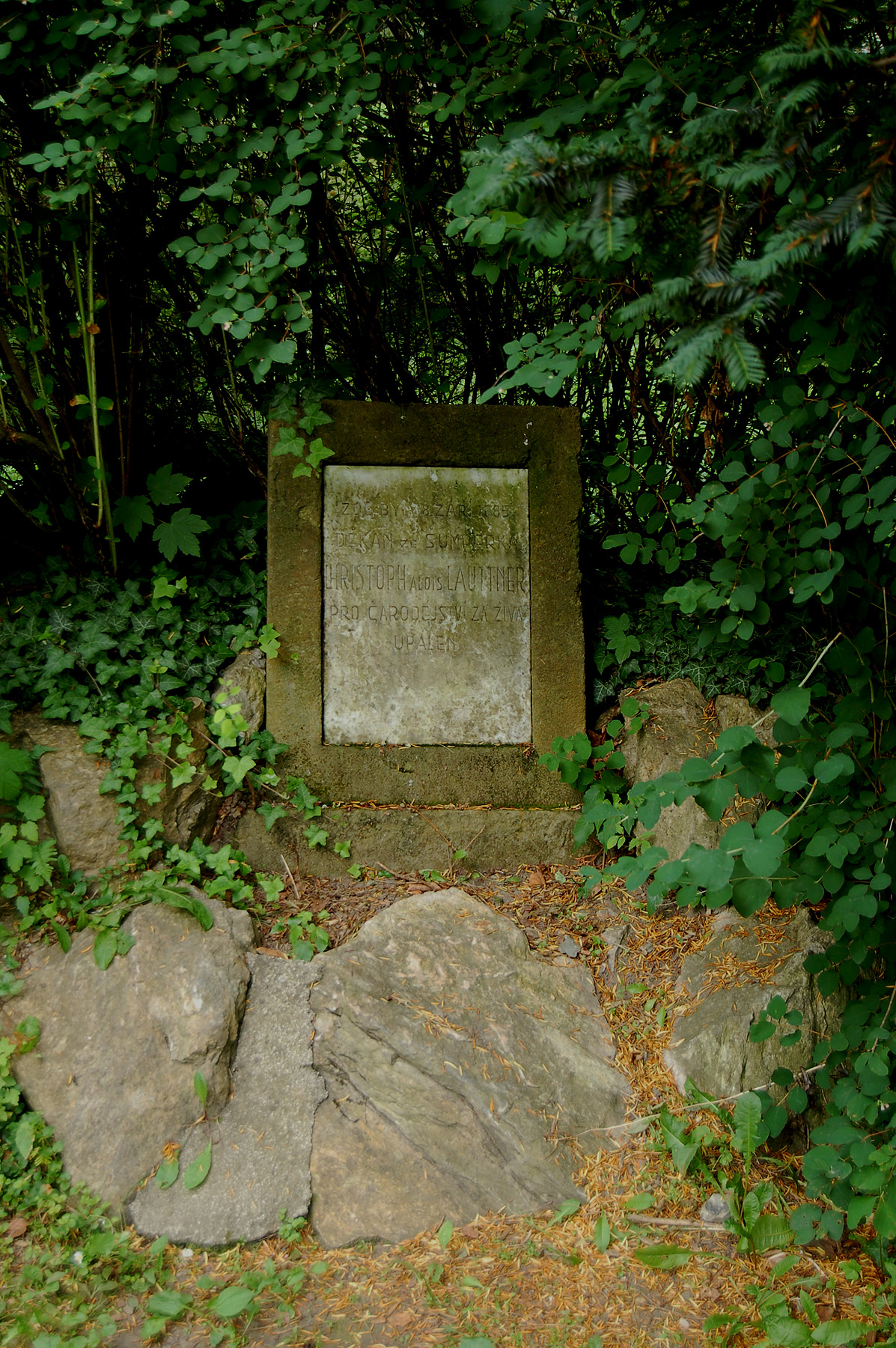
Für Kryštof Lautner, Opfer der Hexenprozesse, Gedenkstein in Mohelnice, wo er 1685 öffentlich verbrannt wurde.

Als Hexenprozesse von Groß Ullersdorf wird eine von 1678 bis 1692 andauernde Hexenverfolgung in Nordmähren bezeichnet, die unter dem Inquisitionstribunal von Heinrich Franz Boblig in der Zeit der Rekatholisierung des Landes stattfand. Ihr fielen insgesamt 104 Menschen zum Opfer. Allein in Groß Ullersdorf starben 56 Personen auf dem Scheiterhaufen, der zweite Schwerpunkt wurde Mährisch Schönberg mit 48 Hinrichtungen.

## Geschichte
Am Palmsonntag 1678 wurde die Wermsdorfer Bettlerin Marina Schuch während des Kommunionsgottesdienstes in der St.-Laurentius-Kirche in Zöptau durch einen Ministranten beim Diebstahl von Hostien beobachtet, die sie an eine Kuh verfüttern wollte, um deren Milchproduktion zu erhöhen. Der von dem Vorfall informierte Pfarrer Eusebius Leandrus Schmidt galt als ein fanatischer Prediger gegen Zauberei und Hexenrituale. Er setzte seine Amtsbrüder in der Umgebung, den Dekan von Mährisch Schönberg, Christoph Alois Lautner, sowie die Herrschaft Groß Ullersdorf umgehend über den Vorfall in Kenntnis.
Der Schlosshauptmann Adam Vinarský von Křížov und seine Frau, Angelika Anna Sibylla Gräfin von Galle, eine Tochter von Přemek II. von Zierotin, die beide strenggläubige Katholiken waren, bestellten den Olmützer Advokaten Heinrich Franz Boblig von Edelstadt (um 1612–1698) zum Inquisitionsrichter. Boblig hatte bereits von 1638 bis 1653 als Inquisitor im Fürstentum Neisse gewirkt und dort etwa 200 Menschen auf den Scheiterhaufen gebracht. Boblig wurde der Jurisdiktion des Appellationsgerichtes Prag verpflichtet, das die Todesurteile zu bestätigen hatte.
Nach dem ersten Prozess, der sich gegen die Bettlerin Schuch, die Besitzerin der Kuh, die Hebamme Dorothea Groer sowie Dorothea David richtete, die das Verfüttern von Hostien empfohlen hatte, folgte eine Welle von Denunziationen gegen weitere Personen. Die Verhaftungen erfassten nun auch gehobenere Kreise. Unter der Folter wurden den Verhafteten Aussagen in den Mund gelegt, um die Untersuchungen auf missliebige Personen ausweiten zu können. Rückendeckung erhielt Boblig dabei nicht nur von den Besitzern der Herrschaft, den Grafen Zierotin, sondern auch vom Prager Appellationsgerichtsrat Jacob Weingarten, mit dem er bereits während seines Wirkens in Schlesien zusammengearbeitet hatte, sowie durch den Sekretär des Bischofs von Olmütz, Elias Isidor Schmidt, einen Bruder der Zöptauer Pfarrers. Das Inquisitionsgericht verhaftete auf Grund willkürlicher und erpresster Anschuldigungen u. a. auch den Groß Ullersdorfer Pfarrer Thomas König, den Pfarrer von Römerstadt, Johann Franz Pabst und die Frau des Groß Ullersdorfer Papiermühlenbesitzer Göttlicher. Boblig erhielt in dieser Zeit auch von der den Fürsten von Liechtenstein gehörenden Stadt Mährisch Schönberg den Auftrag zur Durchführung der Inquisition. Durch die Welle von Denunziationen erhielt Boblig einen unkontrollierbaren Machtstatus, den er dazu benutzte, ihm gefährlich erscheinende Personen zu beseitigen. Namentlich betraf dies vor allem den Mährisch Schönberger Dekan Lautner, den er beschuldigen ließ, im Bunde mit dem Teufel zu stehen. Lautner wurde 1685 in Mohelnice öffentlich verbrannt.
Nachdem Johann Joachim von Žerotín im Jahre 1689 die Volljährigkeit erreicht hatte und die Herrschaft in Groß Ullersdorf angetreten hatte, verfügte er die Einstellung der Hexenprozesse. Das verselbständigte Inqusitionstribunal arbeitete noch bis 1692 weiter und wurde auf Anordnung Leopolds I. aufgelöst.